# Turbat
Turbat (beludżi/urdu: تُربت‬) – miasto w Pakistanie, w prowincji Beludżystan. W 2017 roku liczyło 213 557 mieszkańców.